# Tingupa pallida
Tingupa pallida är en mångfotingart som beskrevs av Loomis 1939. Tingupa pallida ingår i släktet Tingupa och familjen Tingupidae. Inga underarter finns listade i Catalogue of Life.